# Sommersell (Nieheim)

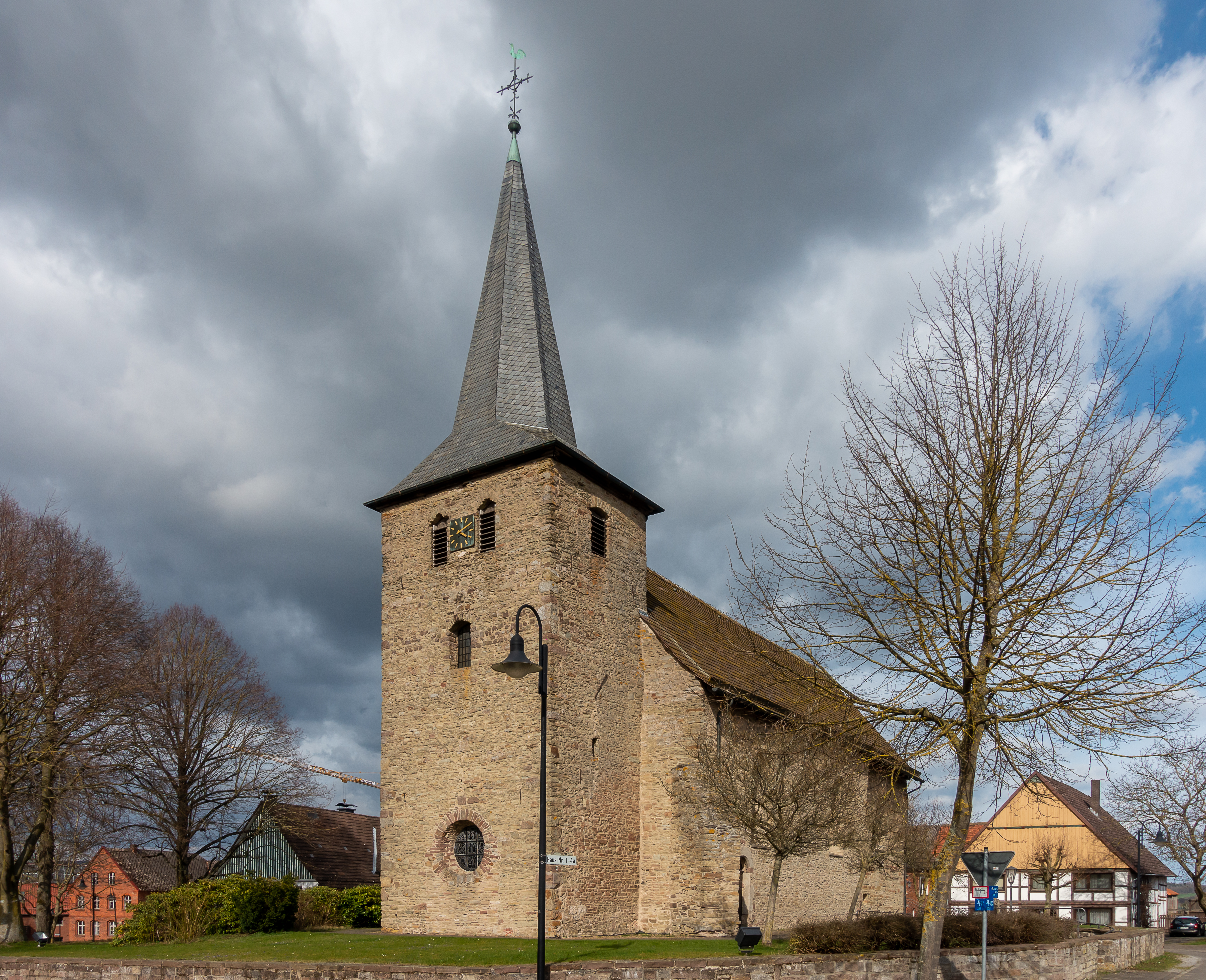
Kirche St. Peter und Paul

Sommersell ist ein Stadtteil von Nieheim im Kreis Höxter, Nordrhein-Westfalen. Mit über 600 Einwohnern ist es außerhalb der Kernstadt der größte der zehn Nieheimer Stadtteile.

## Lage
Sommersell liegt im Nordosten der Stadt Nieheim. Zu Sommersell gehören auch die zwei Kilometer nördlich gelegene Bauerschaft Kariensiek sowie das knapp ein Kilometer östlich von Sommersell gelegene Gut Grevenburg.

## Geschichte
Sommersell wurde 1059 erstmals unter dem Namen „Summerseli“ urkundlich erwähnt. Die im 12. Jahrhundert errichtete Pfarrkirche St. Peter und Paul wurde von Mönchen der Abtei Marienmünster über Jahrhunderte betreut. Der Ort gehörte seit dem Mittelalter zum paderbornisch-lippischen Samtamt Oldenburg. Sommersell fiel 1807 an das Königreich Westphalen und gehörte dort bis 1813 zum Kanton Nieheim im Distrikt Höxter des Departements der Fulda. Nach der napoleonischen Niederlage kam Sommersell 1813 zu Preußen und wurde 1816 dem neuen Kreis Brakel zugeordnet, der 1832 in den Kreis Höxter eingegliedert wurde. Im Kreis Höxter gehörte Sommersell zum Amt Nieheim, das bis in die 1930er Jahre mit dem Amt Steinheim das Doppelamt Nieheim-Steinheim bildete. Am 1. Januar 1970 wurde Sommersell durch das Gesetz zur Neugliederung des Kreises Höxter vom 2. Dezember 1969 mit der damaligen Stadt Nieheim und den übrigen Gemeinden des Amtes Nieheim zur neuen Stadt Nieheim zusammengeschlossen.
Im Juni 2007 entdeckte ein Hobbypaläontologe in einer Tongrube bei Sommersell die fossilen Überreste der bisher unbekannten Plesiosaurier-Art Westphaliasaurus simonsensii. Das etwa 185 Millionen Jahre alte Fossil ist gegenwärtig im LWL-Museum für Naturkunde ausgestellt.

## Bauwerke
Die Pfarrkirche St. Peter und Paul wurde im 12. Jahrhundert im romanischen Stil errichtet.